# Волков Микола Михайлович
Микола Михайлович Волков (нар. 10 жовтня 1954, Синявка, Липецька область, РРФСР) — радянський український футболіст та тренер російського походження, грав на позиції захисника.

## Кар'єра гравця
Вихованець ДЮСШ міста Єлець, перші тренери — В. Єрмаков та Ю. Копцев. Футбольну кар'єру розпочав у студентській команді СКІФ (Ленінград), яка представляла Ленінградський інститут фізичної культури імені П.Ф. Лесгарфа, в якому навчався в 1972—1976 роках. Окрім інститутської футбольної команди виступав також в аматорських командах «М'яскомбінат» (Ленінград) та «Торпедо» (Гатчина). Влітку 1976 року став гравцем рівненського «Авангарду». У 1978 році перейшов до рівненського «Торпедо», у футболці якого завершив кар'єру футболіста.

## Кар'єра тренера
По завершенні кар'єри гравця розпочав тренерську діяльність. З 1978 року працював у Спортивній школі міста Рівне. У 1985–1988 роках допомагав тренувати «Авангард», а на початку 1989 року призначений головним тренером рівнеського клубу, яким керував до літа, а потім продовжував працювати асистентом головного тренера до завершення сезону 1989 року. У 1990 році повернувся до роботи в спортивній школі Рівного. У 1991—1996 роках також тренував аматорську команду «Радіотехніки» (Рівне). У 1998 році виїхав на батьківщину до Росії, де разом з «Єльцем» 2000 року виборов путівку до Другої ліги. У 2002 році повернувся до Рівного, де допомагав тренувати «Ікву» (Млинів). У 2004 році повернувся на роботу в Спортивній школі Рівного. У 2005 році тренував аматорський колектив «Коливан» (Клевань). У квітні 2006 року знову очолив рівненський «Верес», в якому працював до жовтня 2006 року. З січня 2010 року по жовтень 2011 року тренував клуб «Славія» (Рівне). Потім тренував аматорський ФК «Садове».